# 12373 Lancearmstrong
A 12373 Lancearmstrong (ideiglenes jelöléssel 1994 JE9) a Naprendszer kisbolygóövében található aszteroida. Charles P. de Saint-Aignan fedezte fel 1994. május 15-én.
Nevét Lance Armstrong, hétszeres Tour de France-győztes amerikai kerékpáros után kapta.